# The Mist
The Mist (v překladu z angličtiny opar) je brazilská thrash metalová kapela založená v roce 1986 ve městě Belo Horizonte ve státě Minas Gerais pod názvem Mayhem. V roce 1989 se přejmenovala na The Mist. Dlouhou dobu byla spjata s osobou Jaira Guedze, kytaristou Sepultury.
Debutové studiové album s názvem Phantasmagoria  bylo vydáno v roce 1989 brazilským hudebním vydavatelstvím Cogumelo Records.
K roku 2022 má kapela na svém kontě celkem tři dlouhohrající desky.

## Diskografie

### Dema
- Morti Moriturius (1987) – pod názvem kapely Mayhem
- Flying Saucers in the Sky (1989)

### Studiová alba
- Phantasmagoria (1989)
- The Hangman Tree (1991)
- Gottverlassen (1995)

### EP
- …Ashes to Ashes, Dust to Dust… (1993)
- The Circle of the Crow (2022)